# Théologie de la libération
La théologie de la libération est un courant de pensée théologique chrétienne venu d’Amérique latine, suivi d’un mouvement socio-politique, visant à rendre dignité et espoir aux pauvres et aux exclus en les libérant d’intolérables conditions de vie. Sa référence biblique fondamentale est l’expérience du peuple juif guidé par Dieu au-delà de la mer Rouge et à travers le désert — d’une terre d’esclavage (Égypte) à la Terre promise (Exode, ch. 12 et suivants). Elle se veut donc un « cri » prophétique pour plus de justice et pour un engagement en faveur d’un « Règne de Dieu » commençant déjà sur terre. La réflexion théologique part de la base : le peuple rassemblé lit la Bible et y trouve ressources et inspiration pour prendre en main son destin.
L’expression « théologie de la libération » fut utilisée une première fois par le prêtre péruvien Gustavo Gutiérrez lors du congrès de Medellín du Conseil épiscopal latino-américain (CELAM), en 1968. Il développa sa pensée dans l’ouvrage Théologie de la libération, paru en 1972, qui est largement considéré comme le point de départ de ce courant. La même année, le presbytérien Rubem Alves soutenait sa thèse, Towards a theology of liberation.
Pour la pratique, l'instrument d'analyse et d'observation utilisé s’inspire du marxisme. La théologie de la libération entend renouer avec la tradition chrétienne de solidarité. Parmi ses représentants, on compte les archevêques Hélder Câmara et Oscar Romero ou encore le théologien Leonardo Boff.

## Principes
Dans la tradition chrétienne, les pauvres ont tenu depuis les origines une place particulière : ils sont à la fois des modèles — « Bienheureux, vous qui êtes pauvres, parce que le royaume de Dieu est à vous. » Lc 6,20 ; « Heureux les pauvres de cœur : le Royaume des cieux est à eux ! » Mt 5,3 — et des objets de compassion et de charité. La théologie de la libération dépasse ce point de vue, et propose non seulement de soulager les pauvres de leur pauvreté, mais aussi d'en faire les acteurs de leur propre libération. Elle soutient qu'il existe, à côté du péché personnel, un péché collectif et structurel, c'est-à-dire un aménagement de la société et de l’économie qui cause la souffrance d’innombrables « frères et sœurs humains ».
Cette vision de la religion prend le contre-pied des conceptions, notamment marxistes, qui condamnent la religion à l'époque moderne comme instrument d'aliénation.

## Les antécédents
Les origines historiques de la théologie de la libération sont à chercher dans la tradition des missionnaires européens qui, dès les premiers temps après leur arrivée en Amérique du Sud, se préoccupèrent de la façon dont les peuples indigènes, les noirs, ou tout simplement les pauvres ruraux et les masses urbaines étaient traités.

### Développements sociaux et politiques
Les gouvernements populistes des années 1950 et 1960 — notamment ceux de Perón en Argentine et de Vargas au Brésil, ou encore celui, dans les années 1940, de Cárdenas au Mexique — inspirèrent une conscience nationale et un développement industriel significatif, en ayant moins recours aux importations. Cela bénéficia aux classes moyennes et au prolétariat urbain mais provoqua la marginalisation de secteurs entiers de la paysannerie, et créa de nombreux bidonvilles autour des grands centres urbains. Aussi des mouvements demandant des changements profonds dans la structure socio-économique de leur pays apparurent-ils. À leur tour, ces mouvements laissèrent place à des dictatures militaires, qui cherchèrent à préserver et même à promouvoir les intérêts des classes dominantes, en s’aidant d’une politique de « sécurité nationale » passant parfois par une répression sévère. C’est dans ce contexte qu’apparut l’alternative socialiste à partir de la révolution de Cuba. Des soulèvements armés eurent lieu dans de nombreux pays, si bien que l’on peut parler, pendant ces années 1960, d’une atmosphère prérévolutionnaire.

### Développement ecclésial
Une tendance au renouvellement apparaît simultanément dans les églises. Elles accélèrent leur mission sociale : des laïcs commencent d’eux-mêmes à travailler parmi les pauvres, des évêques charismatiques et des prêtres encouragent les appels au progrès et à la modernisation de la nation. De nombreuses organisations ecclésiales agissent pour une amélioration des conditions de vie, comme les Jeunesses étudiantes chrétiennes, les Jeunes travailleurs chrétiens ou encore les Jeunes agriculteurs chrétiens, mais aussi des radios par exemple.
Le travail de ces chrétiens, provenant généralement des classes moyennes, s’appuyait sur la théologie européenne, et notamment du courant néothomiste, de L'humanisme intégral (1936) de Jacques Maritain, du personnalisme d'Emmanuel Mounier, des théologiens protestants Jürgen Moltmann et Karl Barth ou, plus à la marge de l’Église catholique, de l’évolutionnisme pensé par Pierre Teilhard de Chardin, des réflexions d’Henri de Lubac sur la dimension sociale du dogme, de la théologie d’Yves Congar et de Marie-Dominique Chenu, qui soutinrent les prêtres ouvriers dans les années 1950, ou du père Louis-Joseph Lebret, dirigeant du centre Économie et humanisme. Mounier et Maritain firent cependant l'objet, par la suite, de critiques importantes, notamment en raison de la volonté de Maritain de séparer clairement l'engagement dans la cité de la foi chrétienne.
Le deuxième concile du Vatican, par la constitution pastorale « Gaudium et Spes », leur donna également de nombreuses justifications théoriques.
À la fin des années 1960, des économistes et sociologues développèrent des théories sur l'inégalité des termes de l'échange, qu'on rassembla sous le nom de « tiers-mondisme » : la thèse principale étant que les « pays sous-développés » de la périphérie mondiale (« tiers-monde ») n'étaient pas, précisément, « arriérés », mais au contraire maintenus dans une telle situation économique et sociale par les pays riches. Le développement du capitalisme à l'échelle mondiale nécessitait, selon cette interprétation, une telle inégalité de développement, qui devait donc être analysée de façon structurelle (les rapports entre centre et périphérie expliquant la situation de chacun) et non de façon atomistique (c'est-à-dire en faisant abstraction de ces rapports).
Ce tiers-mondisme fut un terreau d'expansion des cercles pastoraux, qui réclamèrent une rupture dans ces rapports de dépendance. Les groupes chrétiens devaient, pour cela, participer aux mouvements sociaux.

### Développement théologique
Les premières réflexions qui allaient devenir la théologie de la libération avaient leurs origines dans un contexte de dialogue entre une Église et une société en pleine effervescence, entre la foi chrétienne et les désirs de transformation et de libération provenant des peuples. Le concile Vatican II fut propice à une atmosphère de liberté dans la réflexion théologique. Aussi les théologiens latino-américains voulurent penser eux-mêmes les problèmes pastoraux affectant leurs pays. Ce processus se manifesta parmi les catholiques et les protestants, au sein du groupe Église et société en Amérique latine. Les théologiens catholiques, comme Gustavo Gutiérrez, Sagundo Galilea, Juan Luis Segundo, Lucio Gera, etc., s’entretenaient avec des protestants comme Emilio Castro, Julio de Santa Ana, Rubem Alves, José Míguez Bonino, à propos du rapport entre foi et pauvreté, ou de l’Évangile et de la justice sociale. Au Brésil, entre 1959 et 1964, la gauche catholique publia une série de textes de référence sur le besoin d’un idéal chrétien de l’histoire, en lien avec une action du peuple, avec une méthode qui préfigurait celle de la théologie de la libération ; ils appelaient à l’engagement personnel dans le monde, aidés par les sciences sociales.
Lors d’une rencontre de théologiens latino-américains à Petrópolis (Brésil) en mars 1964, Gustavo Gutierrez définit la théologie comme une « réflexion critique sur l’action ». Cette pensée fut alors développée pendant des rencontres à La Havane, Bogota et Cuernavaca en juin et juillet 1965. D'autres encore furent organisées pour préparer la conférence de Medellín en Colombie en 1968, tenant le rôle de laboratoire de cette nouvelle théologie.
Le premier congrès catholique consacré à la théologie de la libération eut lieu à Bogota en mars 1970 et juillet 1971. Les Protestants firent de même à Buenos Aires.
En mai 1971, Hugo Assmann organise un symposium, « Oppression-Libération : le défi pour les Chrétiens » à Montevideo, et la même année Leonardo Boff publie Jesus Cristo libertador. Ensaio de cristologia cristiana para o nosso tempo. Enfin, en décembre, Gustavo Gutierrez publia son travail de recherche, intitulé Théologie de la libération.
L'année suivante, un Congrès des Chrétiens pour le Socialisme, rassemblant catholiques et protestants, se tint à Santiago (avril 1972), une rencontre avec Salvador Allende étant organisée. Sur les 400 délégués, 70 % étaient des prêtres (beaucoup de prêtres ouvriers) et le reste des laïcs, le seul évêque présent étant cependant le Mexicain Sergio Méndez Arceo, tandis que la hiérarchie ecclésiastique chilienne accusait le Congrès de favoriser la lutte des classes.

## Rayonnement planétaire

### En Amérique latine

#### Le stade de la fondation
Ce mouvement n’aurait pu prendre une telle importance sans le soutien d’évêques comme Eduardo Pironio, secrétaire du Conseil épiscopal latino-américain (CELAM). Les dits théologiens de la libération allaient prêcher directement dans la rue, afin d'élargir leur public. Des Européens aidèrent aussi activement le mouvement, comme François Houtart, prêtre et sociologue belge, militant de la cause du tiers-monde, fondateur du centre tricontinental (CETRI) et de la revue Alternatives Sud.
La théologie de la libération était présentée comme une « théologie fondamentale », c’est-à-dire, comme une ouverture sur de nouveaux horizons propre à donner une nouvelle perspective sur l'ensemble de la théologie. Mais il fallait aussi lui donner une véritable approche doctrinale. Trois domaines furent privilégiés : la spiritualité, la christologie (partie de la théologie consacrée à l’étude de la personne et de l’œuvre du Christ) et l’ecclésiologie (partie de la théologie qui étudie l’Église en tant que telle, c’est-à-dire sa nature, sa mission, etc.) et les publications parurent au sein d’un très large éventail.
Le courant théologique avait aussi besoin d’une ferme base épistémologique. Comment éviter les doubles emplois et les confusions tout en donnant une expression cohérente de thèmes découlant d’une expérience spirituelle originale, en passant toutes les étapes : voir (analytiquement), juger (théologiquement), puis agir (de manière pastorale). La théologie de la libération voulait associer fortement théorie et pratique, et l’action des théologiens dans les cercles populaires en était au centre. Un nombre croissant d’entre eux devint pasteur, militants, inspirateurs de la vie des églises. Des personnes comme Da Silva, Almeida Cinha et bien d’autres passaient régulièrement des discussions savantes dans les congrès aux catéchèses et réunions syndicales parmi le peuple.
La théologie de la libération présente l’intérêt d’être une véritable théologie, appuyée sur la révélation et sur la tradition, tout en gardant une dimension très concrète et sociale. En se développant, les mouvements qui s’en réclament lui imposent des défis nouveaux. Au Brésil, par exemple, les mouvements pour la défense des Noirs, pour les droits de l’homme, pour la défense des mal-lotis, des femmes maltraitées, les missions dans les territoires de Amérindiens, etc. sont tous concernés par cette théologie qui doit leur apporter des réponses. Pour faire face à cette demande pastorale, plus de cent théologiens catholiques (en lien avec des collaborateurs protestants) sont à l’origine d’une série de cinquante-cinq volumes intitulée Théologie et libération. Les éditions en portugais et en espagnol apparaissent à la fin de 1985. Le but recherché est de couvrir tous les thèmes de base de la théologie et du travail pastoral du point de vue de la libération.
Au cours des années 1960 et 1970, des régimes militaires ont été établis dans la plupart des pays d'Amérique latine. Alors que l’Église soutient le plus souvent les dictatures en place [réf. nécessaire] (Argentine, Brésil, Guatemala, Salvador, etc), les militants de la théologie de la libération participent activement à la résistance à ces dictatures et ont beaucoup contribué à leur déclin à partir des années 1980. Ils ont été un facteur important, sinon décisif, de la démocratisation de ces États. La Théologie de la libération est alors identifiée par Washington comme la plus sérieuse menace pour l'ordre établi et ses intérêts, avant les organisations marxistes-léninistes et le mouvement syndical.
En Colombie, plusieurs prêtres s'engagent dans les guérillas paysannes. Parmi eux, Camillo Torres, qui meurt au combat en 1966, et Manuel Pérez, qui commande la guérilla de l'ELN (Ejército de Liberación Nacional) au cours des années 1980. Au Salvador, l'archevêque Oscar Romero est tué par des paramilitaires en mars 1980 ; Ignacio Ellacuria et ses cinq collègues jésuites de l'Université centre-américaine d'El Salvador sont assassinés en novembre 1989 par l'armée gouvernementale. En Argentine, de nombreux prêtres sont torturés à mort sous le régime de Jorge Videla.

### En Europe
La théologie de la libération bénéficie de la mondialisation, avec notamment l'essor des étudiants latino-américains à l'Université catholique de Louvain, qui permet de diffuser cette approche en Europe[réf. souhaitée]. Dans l'autre sens, dès 1957, Fidei Donum encourage les prêtres européens à se rendre en Amérique latine.
En France, ce courant théologique a été représenté par les mouvements ouvriers d'Action catholique, en particulier la Jeunesse ouvrière chrétienne (JOC). Il influence aussi le protestantisme, notamment Georges Casalis, président de la Commission générale d'évangélisation de l'Église réformée de France de 1974 à 1983, et qui mourut au Nicaragua.
Pendant la même période, le père dominicain Georges-Henri Lévesque prêchait une « émancipation des Canadiens français ». Il avait appuyé la grève de l'amiante en 1949. Cette forme de populisme clérical a été l'une des causes de la Révolution tranquille[réf. nécessaire].

### Afrique du Sud et États-Unis: Une «théologie noire de la libération»
La théologie de la libération influença aussi la Black theology (« Théologie noire ») qui prônait, notamment aux États-Unis et en Afrique du Sud, l'émancipation des Noirs et une lecture parfois afrocentriste de la Bible. Ainsi, James Cone, membre de l'Église épiscopale africaine méthodiste, publie en 1970 A Black theology of Liberation (« Une théologie noire de la libération »). Aux États-Unis, la théologie de la libération se posait notamment en adversaire de l'aile conservatrice de l'église protestante la plus influente dans le Sud, la Convention baptiste du Sud (SBC), qui justifiait l'esclavage à l'aide de la Bible. Bien que les membres progressistes de la SBC aient soutenu le mouvement des droits civiques après 1964, la hiérarchie n'a fait une « déclaration de repentance » qu'en 1995.
Sous l'apartheid, la théologie de la libération et la Black theology ont été des sources influentes du « Mouvement de conscience noire » (Mouvement de Conscience noire). Ainsi, Desmond Tutu, le futur Prix Nobel de la paix, qui prêcha lors des funérailles de Steve Biko en 1977, figure historique du Black Consciousness Movement, était et demeure proche de ces théologies. Il a d'ailleurs soutenu le pasteur Jeremiah Wright, de la Trinity United Church qui, après avoir fait en 2008 des prêches en faveur du candidat à la présidentielle Barack Obama, s'est trouvé en désaccord avec ce dernier.

### Dans le monde arabe
Une théologie de libération s'est développée au sein des églises chrétiennes du monde arabe, dès les années 1970, notamment en Palestine, au Liban, en Syrie, et cela à la faveur du conflit israélo-arabe, de la montée de mouvements de gauche et du tiers-mondisme. Les chrétiens du Mouvement de la jeunesse orthodoxe (MJO) du Patriarcat d'Antioche furent largement engagés dans une telle démarche, en Syrie et au Liban, de même que les militants du Mouvement social libanais de Mgr Grégoire Haddad (qui appartient à l’Église Grecque-Catholique). En Palestine, la théologie de la libération est notamment représentée par des théologiens comme Naïm Ateek, , prêtre anglican originaire de Galilée, fondateur d'un centre œcuménique de théologie de la libération à Jérusalem (Sabeel Ecumenical Liberation Theology Center).

## Réception et critiques[6]
Pour illustrer cette attitude critique, l'évêque brésilien Hélder Câmara disait : « Quand j'aide les pauvres, on dit que je suis un saint. Lorsque je demande pourquoi ils sont pauvres, on me traite de communiste ».

### Généralités
Le soutien de certains évêques et même cardinaux (Paulo Evaristo Arns de Sao Paulo) a donné à la théologie de la libération son poids et sa crédibilité. Retraçons les événements majeurs qui accompagnèrent et encouragèrent sa réception :
- le congrès d’El Escorial, en Espagne, en juillet 1972 sur le sujet « La foi chrétienne et la transformation de la société en Amérique latine » ;
- le premier congrès des théologiens latino-américains, à Mexico en août 1975 ;
- la création de l’Association œcuménique des théologiens du tiers-Monde en 1976 et les différents congrès qu’elle organisa ;
- le numéro de la revue internationale de théologie Concilium en 1974, qui laissait la parole aux théologiens latino-américains.

Un nombre important de revues apparurent aussi en Amérique latine. Elles sont de véritables vecteurs de la théologie de la libération - leur succès s’accroissant avec la qualité du système scolaire : Servir au Mexique, Perspectives théologiques au Brésil, Dialogue social au Panama, etc. Enfin, des centres d’études furent créés spécialement pour des études pastorales et théologiques. Ils furent déterminants pour former des étudiants dans l’approche de cette nouvelle théologie. Mais les réserves et l’opposition se firent également vite sentir. Beaucoup redoutaient que la foi ne devienne trop politisée ; d’autres critiquaient l’utilisation de grilles d’analyse marxistes pour étudier les structures sociales. Le cardinal Alfonso Lopez Trujillo, d’abord secrétaire puis président de la CELAM, est de ceux-ci, comme Monseigneur Bonaventura Kloppenburg, qui écrivit Le Salut chrétien et le progrès humain temporel. Cela nous amène à considérer ce qui importe véritablement ici : les réactions à cette théologie en rapport avec le Magistère de l’Église catholique, c’est-à-dire avec la tradition de ses enseignements.

### Le Magistère de l’Église
L’Église catholique étant très centralisée, ses autorités regardent avec attention le développement de nouvelles théologies mais n'interviennent qu'avec prudence, voire avec réserves explicites.
Ainsi, le document du synode (assemblée des évêques) de 1971 « Justice dans le monde » était déjà marqué par la théologie de la libération. Mais ses échos devinrent vraiment importants en 1974, au synode sur « L’évangélisation du monde moderne ». L’année suivante, Paul VI consacrait quinze paragraphes de son exhortation apostolique Evangelii nuntiandi (elle traite de l'évangélisation, et affirme le rôle de tout chrétien - pas seulement des prêtres - dans la diffusion de la religion catholique) aux liens entre évangélisation et libération, les plaçant au centre du document. On y lit des références directes à la situation latino-américaine : « 30. On sait en quels termes en ont parlé, au récent Synode, de nombreux évêques de tous les continents, surtout les évêques du Tiers-Monde, avec un accent pastoral où vibrait la voix de millions de fils de L’Église qui forment ces peuples. Peuples engagés, avec toute leur énergie, dans l’effort et le combat de dépassement de tout ce qui les condamne à rester en marge de la vie : famines, maladies chroniques, analphabétisme, paupérisme, injustices dans les rapports internationaux et spécialement dans les échanges commerciaux, situations de néo-colonialisme économique et culturel parfois aussi cruel que l’ancien colonialisme politique. L’Église, ont répété les évêques, a le devoir d’annoncer la libération de millions d’êtres humains, beaucoup d’entre eux étant ses propres enfants ; le devoir d’aider cette libération à naître, de témoigner pour elle, de faire qu’elle soit totale. Cela n’est pas étranger à l’évangélisation ».
La Congrégation pour la doctrine de la foi publia en 1984 l’« Instruction sur quelques aspects de la théologie de la libération », rédigée par le cardinal Ratzinger. Le document rend justice à l’expression et aux buts de la théologie de la libération, mais avertit les chrétiens d’un risque inhérent à une acceptation sans critique du marxisme comme un principe dominant de l’effort de réflexion théologique. D’autre part, le Vatican condamne un certain éloignement de la foi : « Certains sont tentés devant l'urgence du partage du pain, de mettre entre parenthèses et de remettre à demain l'évangélisation : d'abord le pain, la parole plus tard ».
Au demeurant, la teneur générale du Magistère fut de reconnaître les aspects positifs de la théologie de la libération, spécialement en référence aux pauvres et au besoin de leur libération, comme une part de l’héritage de l’engagement chrétien dans l’histoire, tout en critiquant certaines tendances de celle-ci.

### Voyage deJean-PaulIIau Mexique
Lors de son premier voyage à Mexico en janvier 1979, Jean-Paul II développa un ensemble d'enseignements qui affirment un soutien à la démarche de la théorie de la libération, visant à lutter contre la pauvreté et l'exploitation. Ainsi, il soutient l'affirmation de la conférence de Medellín évoquant « l'option préférentielle pour les pauvres », mais celle-ci ne devrait pas, selon Jean-Paul II, être exclusive d'aucune classe sociale. Il soutint la nécessité d'une répartition plus équitable des ressources, tant au niveau national qu'international, mais soulignait la nécessité de la propriété privée comme dimension sociale.
Il rappela le rôle spirituel et non politique des membres du clergé : « Vous êtes des guides spirituels, pas des dirigeants sociaux ni des cadres politiques ou des fonctionnaires d'un ordre séculier ».
Jean-Paul II dénonçait la vision des évangiles d'un Jésus trop politique, déclarant que « cette conception d'un Jésus politique, révolutionnaire, du dissident de Nazareth, n'est pas en harmonie avec l'enseignement de l'Église ».
Au cours du voyage le pape critiqua l'idéologie marxiste : « L'Église n'a pas besoin de faire appel à des systèmes ou à des idéologies pour aimer et défendre l'homme, pour contribuer à sa libération », s'opposant par ailleurs « à toutes les formes d'esclavage et de domination, à la violence, aux atteintes à la liberté religieuse, aux actes d'agression contre l'homme et la vie humaine ».
À la fin de la visite pontificale, Gustavo Gutierrez déclara : « Il me semble important que le pape ait proclamé la valeur évangélique de la défense des droits de l'homme, non en tant qu'opération temporaire, mais comme mission intrinsèque de l'Église ». Dans son encyclique Sollicitudo rei socialis de 1987, Jean-Paul II fait largement appel au concept de « libération » (N°46) tout en rappelant quelques mises en garde faites par la Congrégation pour la doctrine de la foi en 1984.

## Figures de la théologie de la libération

### Théologiens
- Rubem Alves
- Hugo Assmann
- Tomás Balduino
- Carlos Filipe Ximenes Belo
- Frei Betto
- Leonardo Boff
- José Míguez Bonino
- Hélder Câmara
- Ernesto Cardenal
- Jean Cardonnel
- Pedro Casaldáliga
- Enrique Dussel
- Ignacio Ellacuría
- François Houtart
- Paul Gauthier
- Rutilio Grande
- Gustavo Gutiérrez Merino
- Erwin Kräutler
- Leonidas Proaño
- Samuel Ruiz Garcia
- Juan Luis Segundo
- Jon Sobrino
- Camilo Torres Restrepo
- Luis Felipe Zegarra
- Joseph Comblin

### Personnalités
- Jean-Bertrand Aristide
- Óscar Rodríguez Maradiaga
- Carlos Mugica
- Oscar Romero
- Eduardo Galeano
- Ivan Illich

#### Livres
- Yves Carrier, Le discours homilétique de Mgr Oscar Romero, Québec, Éditions l’Harmattan, 2003, 324 p.
- Maurice Cheza, Luiz Martinez Saavedra et Pierre Sauvage (dir.), Dictionnaire historique de la théologie de la libération, Lessius, 2017, 650 p.
- Enrique Dussel, Histoire et théologie de la libération. Perspective latino-américaine, éditions Économie et humanisme / éditions ouvrières, 1974.
- Jacques Ellul, L'idéologie marxiste chrétienne, Le Centurion, 1979 (réed. La Table ronde, 2006).
- Paul Gauthier, Les Pauvres, Jésus et l'Église, Éditions Universitaires, coll. « Chrétienté Nouvelle », 1963, 141 p..
- Gustavo Gutiérrez Merino, Réinventer le visage de l'Église : Analyse théologique de l'évolution des pastorales, Cerf, 1971 (épuisé).
- Gustavo Gutiérrez Merino, La force historique des pauvres, Cerf, 1982.
- Gustavo Gutiérrez Merino, La libération par la foi, boire à son propre puits ou L'itinéraire spirituel d'un peuple, Cerf, 1985.
- Ignacio Madera Vargas, « Une expérience colombienne de la fatalité : une parole habitée par le destin interpelle une théologie de la liberté », dans Adolphe Gesché (dir.), Destin, prédestination, destinée, Cerf, 1995 (ISBN 2-204051098).
- Richard Marin, Dom Helder Câmara, les puissants et les pauvres : Contribution à une histoire de l’« Église des pauvres » dans le Nordeste brésilien, Paris, Éditions de l’Atelier, coll. « Églises/sociétés », 1995 (ISBN 2708230794).
- René Marlé, sj, Introduction à la théologie de la libération, 1988.
- Jean-Pierre Moreau, Le terrorisme pastoral : Résurgence de la théologie de la libération, Atelier Fol'Fer, 2009.
- Ronaldo Muñoz Gibbs, Dieu; J'ai vu la misère de mon peuple, Cerf, coll. « Libération », 1990, 340 p.
- Timothée de Rauglaudre, Les moissonneurs : Au coeur de la théologie de la libération, L'Escargot, 2022.

#### Articles
- Michael Löwy, « Les sources bibliques de la théologie de la libération », Dial - Diffusion de l’information sur l’Amérique latine, no 3144, 27 février 2011, [lire en ligne].
- Michel Weber, « Les enjeux d’une théologie africaine caractérisée et consistante », in Léonard Santedi Kinkupu et Modeste Malu Nyimi (dirs.), Épistémologie et théologie. Les enjeux du dialogue foi-science-éthique pour l’avenir de l’humanité., Facultés catholiques de Kinshasa, coll. Recherches africaines de théologie no 18, 2006, pp. 615-623, [lire en ligne].
- Joao Batista Libanio, « La théologie de la libération. Nouvelles figures », Études, 2005/5 - Tome 402, p. 645-655. [lire en ligne].
- José-Maria Mayrink, « Retour annoncé de la théologie de la libération », Courrier international, no 754,‎ 2005, p. 15.
- Michael Löwy, « Le Marxisme de la Théologie de la Libération », Revista Espaço Acadêmico, no 17,‎ octobre 2002 (lire en ligne).

#### Positions du Vatican
- (fr) Congrégation pour la doctrine de la foi, Instruction sur quelques aspects de la « Théologie de la libération ».
- (en) Document privé de Joseph Ratzinger : Notes préliminaires à l'instruction Libertatis nuntius.